# Transcription phonétique
 (août 2024).
Pour les articles homonymes, voir Transcription.
Une transcription phonétique est une méthode de transcription plus ou moins formalisée des sons d'une ou plusieurs langues.
Cette transcription rend normalement une approximation de la prononciation standard de la langue. Les variantes dialectales et individuelles sont difficiles à rendre dans la transcription. Les variantes d'un même phonème (allophone) sont presque toujours impossibles à rendre. Quelques signes sont à disposition pour rendre les informations paraverbales (pauses, racler, tousser, rire...).
Quelques méthodes de transcription, comme l'alphabet phonétique international ou le système de Bourciez, sont recensées ici.

## Systèmes phonétiques généraux
- Alphabet phonétique international
- Alphabet phonétique américaniste
- Alphabet phonétique international arabe, équivalent de l’alphabet phonétique international mais avec des symboles de l’écriture arabe.
- Alphabet phonétique international coréen, équivalent de l’alphabet phonétique international mais avec des symboles de l’écriture coréenne.
- Alphabet Anthropos
- Alphabet standard de Lepsius, anciennement utilisé en égyptologie ou dans l’écriture de langues non-européennes.
- Kirshenbaum
- SAMPA
- X-SAMPA
- Visible Speech

## Systèmes phonétiques spécialisés
- Alfonic,  utilisé comme instrument pédagogique pour la langue française.
- Alphabet d'Ascoli, utilisé en dialectologie italienne.
- Dania, utilisé en dialectologie danoise.
- Alphabet dialectal suédois, utilisé en dialectologie suédoise.
- Alphabet linguistique russe, utilisé dans des ouvrages linguistiques écrits en russe.
- Alphabet phonétique de l'ALR (roumain)
- Alphabet phonétique de Franklin, proposé pour l’écriture de l’anglais.
- Alphabet phonétique de l'Institut d'Estudis Catalans, utilisé en dialectologie catalane.
- Alphabet phonétique de la RFE, utilisé dans l’étude des langues hispaniques d’Espagne et d’Amérique latine.
- Alphabet phonétique du Centro de Estudos Filológicos (CEF), utilisé en dialectologie portugaise.
- Alphabet phonétique ouralien, utilisé dans l’étude des langues ouraliennes.
- Alphabet Rousselot-Gilliéron, utilisé en dialectologie gallo-romane.
- Alphabet romique
- Transcription de Boehmer, utilisé en dialectologie romaniste.
- Bopomofo (mandarin)
- Alphabet de Bourciez, utilisé en dialectologie romaniste.
- Hanyu pinyin
- Initial Teaching Alphabet,  utilisé comme instrument pédagogique pour la langue anglaise.
- Norvegia
- Rheinische Dokumenta, utilisé dans la dialectologie des dialectes allemands de Rhénanie.
- Système Feller (wallon)
- Teuthonista
- Transcription du Glossaire des patois de la Suisse romande
- Unifon, utilisé comme instrument pédagogique pour la langue anglaise, et anciennement comme écriture pour certaines langues amérindiennes.